# Ivan Nilsson (tecknare)
Gustaf Ivan Nilsson, född 12 augusti 1892 i Stockholm, död 21 november 1970 i Vallentuna, var en svensk målare och tecknare. 
Nilsson studerade vid olika målarskolor i Stockholm. Hans konst består av figurkompositioner, folksagomotiv, blomsterstilleben och landskap. Nilsson är representerad med oljemålningen Natur och människor vid Vallentunas kommunhus och med målningen Ansgar vid Atlaskapellet i Stockholm.  